# 原田正史
原田 正史（はらだ まさし、生年不詳 - ）は日本の哺乳類学者。大阪公立大学大学院医学研究科准教授。実験動物学、遺伝・ゲノム動態、生物多様性・分類が専門で哺乳類の遺伝学的研究を行っている。

## 人物
1973年東京農業大学農学部農学科卒。1978年九州大学大学院農学研究科畜産学修士課程修了。1978年大阪市立大学医学部助手、1998年助教授、2007年准教授。1988年10月「翼手目キクガシラコウモリ科及びヒナコウモリ科の核学的研究」で農学博士（九州大学）。2015年大阪市立大学優秀教育賞受賞。所属学協会は、日本哺乳類学会、日本動物学会、日本遺伝学会、日本実験動物学会。

## 論文
- 原田正史「日本産コウモリ9種の核型」『染色体』第91号、染色体学会、1973年6月、2885-2895頁、ISSN 03711641、NAID 40017990281。
- 安藤光一, 内田照章, 毛利孝之, 原田正史「核型および諸形質からみた台湾産キクガシラコウモリ属2種の系統分類学的位置づけ(分類・系統学)」『動物学雑誌』第84巻第4号、東京動物學會、1975年、451頁、NAID 110003330618。
- 原田正史「ヒナコウモリ科(Vespertilionidae)3属5種の染色体バンディング・パターンの比較(分類・系統学)」『動物学雑誌』第89巻第4号、東京動物學會、1980年、623頁、NAID 110003325790。
- 原田正史, 浜田俊, 子安和弘, 宮尾嶽雄「日本産アカネズミApodemus speciosusの分布境界について-予報-(遺伝学)」『動物学雑誌』第92巻第4号、東京動物學會、1983年、630頁、NAID 110003326480。
- 沢田勇, 原田正史, 小林恒明「東マレ-シヤ,サバ州産コウモリの条虫相〔英文〕」『寄生虫学雑誌』第33巻第6号、日本寄生虫学会、1984年12月、515-523頁、ISSN 00215171、NAID 40000636639。
- 沢田勇, 原田正史「日本産ジネズミに寄生していたVampirolepis属条虫の2新種〔英文〕」『寄生虫学雑誌』第35巻第3号、日本寄生虫学会、1986年6月、171-174頁、ISSN 00215171、NAID 40000636741。
- 沢田勇, 原田正史「台湾産タイワンカグラコウモリに寄生していたVampirolepis属の新条虫」『動物分類学会誌』第38巻、日本動物分類学会、1988年、6-9頁、doi:10.19004/pjssz.38.0_6、ISSN 0287-0223、NAID 110002341312。
- 高田伸弘, 藤田博己, 原田正史, 高田季久「21 日本各地の動物における紅斑熱リケッチア抗体の保有状況 (1)」『衞生動物』第40巻第3号、日本衛生動物学会、1989年9月、232頁、ISSN 04247086、NAID 110003820192。
- 沢田勇, 原田正史「長野県産ヒメヒミズに寄生していた膜様条虫Hymenolepis属の1新種」『動物分類学会誌』第42巻、日本動物分類学会、1990年、10-13頁、doi:10.19004/pjssz.42.0_10、ISSN 0287-0223、NAID 110002341392。
- 澤田勇, 原田正史「石垣島産ジャコウネズミに寄生する条虫」『産業と経済』第8巻第5号、奈良産業大学経済学会、1994年3月、37-42頁、ISSN 0915-9789、NAID 120005951913。
- 北原英治, 原田正史「紀伊半島産と本州産ヤチネズミの核型的一致」『森林総合研究所研究報告』第370号、森林総合研究所、1996年3月、21-30頁、ISSN 09164405、NAID 40004842691。
- 本川雅治, 鈴木仁, 原田正史「13. ニホンジネズミの起源について(日本動物分類学会第35回大会)」『タクサ：日本動物分類学会誌』第7巻、日本動物分類学会、1999年、14頁、doi:10.19004/taxa.7.0_14_3、ISSN 1342-2367、NAID 110002538063。